# Пересмешник не будет петь
«Пересмешник не будет петь» (англ. Mockingbird Don't Sing) — фильм режиссёра независимого кинематографа США Гарри Бромли Девенпорта. Основой сценария послужила реальная история о современной одичавшей девочке Джини, которая провела свои первые 13 лет и 7 месяцев находясь в полной социальной изоляции. Премьера в США состоялась 4 мая 2001 года. Фильм получил первый приз за лучший сценарий на Международном кинофестивале в Род-Айленде.

## Сюжет
Американское независимое кино, основанное на реальной истории Джини, современного «дикого ребёнка». Повествование ведется от лица доктора Сьюзан Кертис, профессора лингвистики Калифорнийского университета. История начинается в 1970 году. Первые 12 лет своей жизни девочка, имя которой не разглашается, провела в запертой комнате. Днём отец надевал на неё подгузники и привязывал к детскому стульчику.
Мать девочки Ирен страдает от катаракты и практически ничего не видит. Ирен и её сын Джон, опасаясь Кларка, отца девочки, разговаривают шёпотом.
В один день, как обычно, мать и сын опять слышат, как Кларк избивает палкой девочку, и кормит её, даже не давая девочке проглотить пищу. В это время сын читает Ирен гороскоп: «Пришло время перемен».
Кларк предполагал, что Джини (это не настоящее имя девочки, а псевдоним, данный исследователями для того, чтобы гарантировать ей некоторую анонимность) скончается до наступления двенадцатилетнего возраста. Он говорил Ирен, что женщина сможет обратиться за медицинской помощью для Джини, когда последней исполнится 12. Однако позже муж отказывается от своих слов и не разрешает жене покидать дом и контактировать с родителями.
Тем не менее, наутро она уходит от мужа, взяв с собой дочь, которой на тот момент было 13 лет. К этому времени брат девочки Джон уже сбежал из дома. 4 ноября 1970 года Ирен обратилась в Департамент социальной помощи калифорнийского города Темпл-Сити.
Работники социальной службы спрашивают, сколько девочке лет. Когда мать отвечает им, то работники удивляются и информируют своего руководителя.
Супругам Уайли предъявляются обвинения в жестоком обращении с ребёнком. Незадолго до начала судебного заседания Кларк Уайли кончает жизнь самоубийством, выстрелив себе в правый висок.
Тут и начинается исследования и реабилитация Джини, самые счастливые моменты в её жизни с доктором Сьюзан Кертис.

## В ролях
| Актёр           | Роль                  | Настоящее имя      |
| --------------- | --------------------- | ------------------ |
| Терра Стил      | Кэти Стэндон          | Джини              |
| Мелисса Эррико  | Сандра Таннен         | Сьюзан Кёртисс     |
| Ким Дарби       | Луин Стэндон          | Айрин (мать Джини) |
| Джо Регалбуто   | Доктор Норман Глэйзер | Дэвид Риглер       |
| Шон Янг         | Доктор Джуди Бингхам  | Джин Батлер        |
| Майкл Лернер    | Доктор Стэн Йорк      | Джэймс Кент        |
| Лори О`Брайэн   | Бэверли Глэйзер       | Мэрилин Риглер     |
| Джек Беттс      | Вес Стэндон           | Кларк (отец Джини) |
| Джон Вальдетеро | Вэйн Лэси             | Джэй Шерли         |
| Мэйкл Азриа     | Билли Стэндон         | Джон (брат Джини)  |
| Рэйчел Грейт    | Джил                  |                    |